# Chlotrudis Award de la meilleure actrice
Le Chlotrudis Award de la meilleure actrice (Chlotrudis Award for Best Actress) est une récompense cinématographique américaine décernée depuis 1995 par la Chlotrudis Society for Independent Film lors de la cérémonie annuelle récompensant les meilleurs films indépendants internationaux.

## Palmarès

### Années 1990
- 1995 : Judy Davis pour le rôle de Katherine Witner dans The New Age et pour le rôle de Caroline Chasseur dans Tel est pris qui croyait prendre (The Ref)
  - Linda Fiorentino pour le rôle de Bridget Gregory / Wendy Kroy dans Last Seduction (The Last Seduction)
  - Gong Li pour le rôle de Xu Jiazhen dans Vivre ! (活着)
  - Julianne Moore pour le rôle de Yelena dans Vanya, 42e rue (Vanya on 42nd Street)
  - Winona Ryder pour le rôle de Josephine 'Jo' March dans Les Quatre Filles du docteur March (Little Women)
  - Kathleen Turner pour le rôle de Beverly Sutphin dans Serial Mother (Serial Mom)
- 1996 : Susan Sarandon pour le rôle de la sœur Helen Prejean dans La Dernière Marche (Dead Man Walking)
  - Kathy Bates pour le rôle de Dolores Claiborne dans Dolores Claiborne
  - Nicole Kidman pour le rôle de Suzanne Stone Maretto dans Prête à tout (To Die For)
  - Julianne Moore pour le rôle de Carol White dans Safe
  - Elisabeth Shue pour le rôle de Sera dans Leaving Las Vegas
  - Emma Thompson pour le rôle d'Elinor Dashwood dans Raison et Sentiments (Sense and Sensibility)
- 1997 : Frances McDormand pour le rôle de Marge Gunderson dans Fargo
  - Brenda Blethyn pour le rôle de Cynthia Rose Purley dans Secrets et mensonges (Secrets & Lies)
  - Linda Henry pour le rôle de Sandra Gangel dans Beautiful Thing
  - Catherine Keener pour le rôle d'Amelia dans Walking and Talking
  - Heather Matarazzo pour le rôle de Dawn Wiener dans Bienvenue dans l'âge ingrat (Welcome to the Dollhouse)
  - Lili Taylor pour le rôle de Valerie Solanas dans I Shot Andy Warhol
  - Emily Watson pour le rôle de Bess McNeill dans Breaking the Waves
- 1998 : Helena Bonham Carter pour le rôle de Kate Croy dans Les Ailes de la colombe (The Wings of the Dove) et pour le rôle de Margaret MacNeil dans Margaret's Museum
  - Judy Davis pour le rôle de Joan dans Les Enfants de la Révolution
  - Minnie Driver pour le rôle de Debi Newberry dans Tueurs à gages (Grosse Pointe Blank)
  - Alison Folland pour le rôle de Claude dans All Over Me
  - Helen Hunt pour le rôle de Carol Connelly dans Pour le pire et pour le meilleur (As Good as It Gets)
  - Sarah Polley pour le rôle de Nicole Burnell dans De beaux lendemains (The Sweet Hereafter)
  - Emma Thompson pour le rôle de Frances dans L'Invitée de l'hiver (The Winter Guest)
- 1999 : Cate Blanchett pour le rôle de la reine Élisabeth Ire d'Angleterre dans Elizabeth
  - Drew Barrymore pour le rôle de Danielle de Barbarac dans À tout jamais (Ever After: A Cinderella Story) et pour le rôle de Julia Sullivan dans Wedding Singer (The Wedding Singer)
  - Fernanda Montenegro pour le rôle de Dora dans Central do Brasil
  - Christina Ricci pour le rôle de Dede Truitt dans Sexe et autres complications (The Opposite of Sex) et pour le rôle de Layla dans Buffalo '66
  - Ally Sheedy pour le rôle de Lucy Berliner dans High Art
  - Emily Watson pour le rôle de Jacqueline du Pré dans Hilary et Jackie (Hilary and Jackie)

### Années 2000
- 2000 : Hilary Swank pour le rôle de Brandon Teena dans Boys Don't Cry
  - Annette Bening pour le rôle de Carolyn Burnham dans American Beauty
  - Élodie Bouchez pour le rôle d'Isabelle 'Isa' Tostin dans La Vie rêvée des anges
  - Julianne Moore pour le rôle de Sarah Miles dans La Fin d'une liaison (The End of the Affair) et pour le rôle de Mrs. Laura Cheveley dans Un mari idéal (An Ideal Husband)
  - Sandra Oh pour le rôle de Sandra dans Last Night
  - Rebecca Pidgeon pour le rôle de Catherine Winslow dans L'Honneur des Winslow (The Winslow Boy)
  - Sarah Polley pour le rôle de Ronna Martin dans Go et pour le rôle de Harper Sloane dans Une histoire d'initiation (Guinevere)
  - Franka Potente pour le rôle de Lola dans Cours, Lola, cours (Lola rennt)
  - Reese Witherspoon pour le rôle de Tracy Flick dans L'Arriviste (Election)
- 2001 : Karine Vanasse pour le rôle de Hanna dans Emporte-moi
  - Björk pour le rôle de Selma Ježková dans Dancer in the Dark
  - Ellen Burstyn pour le rôle de Sara Goldfarb dans Requiem for a Dream
  - Ayesha Dharker pour le rôle de Malli dans La Terroriste (த டெரரிஸ்ட் )
  - Laura Linney pour le rôle de Samantha 'Sammy' Prescott dans Tu peux compter sur moi (You Can Count on Me)
  - Michelle Rodriguez pour le rôle de Diana Guzman dans Girlfight
  - Cecilia Roth pour le rôle de Manuela dans Tout sur ma mère (Todo sobre mi madre)
  - Michelle Yeoh pour le rôle de Yu Shu Lien dans Tigre et Dragon (臥虎藏龍)
- 2002 : Naomi Watts pour le rôle de Betty Elms / Diane Selwyn dans Mulholland Drive
  - Gillian Anderson pour le rôle de Lily Bart dans Chez les heureux du monde (The House of Mirth)
  - Maggie Cheung pour le rôle de Su Li-zhen dans In the Mood for Love (花樣年華)
  - Lena Endre pour le rôle de Marianne dans Infidèle (Trolösa)
  - Franka Potente pour le rôle de Simone 'Sissi' Schmidt dans La Princesse et le Guerrier (Der Krieger und die Kaiserin)
  - Charlotte Rampling pour le rôle de Marie Drillon dans Sous le sable
  - Sissy Spacek pour le rôle de Ruth Fowler dans In the Bedroom
  - Tilda Swinton pour le rôle de Margaret Hall dans Bleu profond (The Deep End)
- 2003 : Isabelle Huppert pour le rôle d'Erika Kohut dans La Pianiste
  - Jacqueline Bisset pour le rôle de Frances dans The Sleepy Time Gal
  - Emmanuelle Devos pour le rôle de Carla Behm dans Sur mes lèvres
  - Maggie Gyllenhaal pour le rôle de Lee Holloway dans La Secrétaire (Secretary)
  - Lena Headey pour le rôle de Kaisa dans Aberdeen
  - Catherine Keener pour le rôle de Michelle Marks dans Lovely & Amazing
  - Julianne Moore pour le rôle de Cathy Whitaker dans Loin du paradis (Far from Heaven)
  - Maribel Verdú pour le rôle de Luisa Cortés dans Y tu mamá también
- 2004 : Sarah Polley pour le rôle d'Ann dans Ma vie sans moi (My Life Without Me)
  - Oksana Akinshina pour le rôle de Lilya dans Lilja 4-ever
  - Keisha Castle-Hughes pour le rôle de Paikea Apirana dans Paï (Whale Rider)
  - Zooey Deschanel pour le rôle de Noel dans All the Real Girls
  - Scarlett Johansson pour le rôle de Charlotte dans Lost in Translation
  - Frances McDormand pour le rôle de Jane dans Laurel Canyon
  - Samantha Morton pour le rôle de Morvern Callar dans Morvern Callar
  - Charlotte Rampling pour le rôle de Sarah Morton dans Swimming Pool
- 2005 : Imelda Staunton pour le rôle de Vera Drake dans Vera Drake
  - Sinitta Boonyasak pour le rôle de Noi dans Last Life in the Universe (เรื่องรัก น้อยนิด มหาศาล)
  - Toni Collette pour le rôle de Sandy Edwards dans Japanese Story
  - Fatoumata Coulibaly pour le rôle de Collé Gallo Ardo Sy dans Moolaadé
  - Anne Reid pour le rôle de May dans The Mother
  - Isabella Rossellini pour le rôle de Lady Port-Huntly dans The Saddest Music in the World
  - Catalina Sandino Moreno pour le rôle de María Álvarez dans Maria, pleine de grâce (María llena eres de gracia)
- 2006 : Marilou Berry pour le rôle de Lolita Cassard dans Comme une image
  - Emmanuelle Devos pour le rôle de Nora Cotterelle dans Rois et reine
  - Kate Dollenmayer pour le rôle de Marnie dans Funny Ha Ha
  - Ronit Elkabetz pour le rôle de Ruthie dans Mon trésor (Or (My Treasure))
  - Natalie Press pour le rôle de Mona dans My Summer of Love
- 2007 : Robin Wright Penn pour le rôle de Phoebe dans Sorry, Haters
  - Maggie Cheung pour le rôle de Emily Wang dans Clean
  - Laura Dern pour le rôle de Nikki Grace / Susan Blue dans Inland Empire
  - Shareeka Epps (en) pour le rôle de Drey dans Half Nelson
  - Sandra Hüller pour le rôle de Michaela Klingler dans Requiem
  - Elliot Page pour le rôle de Hayley Stark dans Hard Candy
- 2008 : Kate Dickie pour le rôle de Jackie Morrison dans Red Road
  - Julie Christie pour le rôle de Fiona Anderson dans Loin d'elle (Away from Her)
  - Mirjana Karanovic pour le rôle d'Esma dans Sarajevo, mon amour (Grbavica)
  - Elliot Page pour le rôle de Juno MacGuff dans Juno
  - Sarah Polley pour le rôle de Hanna dans The Secret Life of Words
  - Parker Posey pour le rôle de Fay Grim dans Fay Grim
- 2009 : Kristin Scott Thomas pour le rôle de Juliette Fontaine dans Il y a longtemps que je t'aime
  - Sally Hawkins pour le rôle de Poppy Cross dans Be Happy (Happy-Go-Lucky)
  - Lina Leandersson pour le rôle d'Eli dans Morse (Låt den rätte komma in)
  - Anamaria Marinca pour le rôle d'Otilia dans 4 mois, 3 semaines, 2 jours (4 luni, 3 săptămâni şi 2 zile)
  - Michelle Williams pour le rôle de Wendy Carroll dans Wendy et Lucy (Wendy and Lucy)

### Années 2010
- 2010 : Gabourey Sidibe pour le rôle de Claireece 'Precious' Jones dans Precious (Precious: Based on the Novel "Push" by Sapphire)
  - Abbie Cornish pour le rôle de Fanny Brawne dans Bright Star
  - Nisreen Faour pour le rôle de Muna Farah dans Amerrika (Amreeka)
  - Charlotte Gainsbourg pour le rôle d'Elle dans Antichrist
  - Yolande Moreau pour le rôle de Séraphine de Senlis dans Séraphine
  - Carey Mulligan pour le rôle de Jenny Mellor dans Une éducation (An Education)
  - Catalina Saavedra pour le rôle de Raquel dans La Nana
- 2011 : Kim Hye-ja pour le rôle de la mère dans Mother (마더)
  - Anne Dorval pour le rôle de Chantale Lemming dans J'ai tué ma mère
  - Katie Jarvis pour le rôle de Mia Williams dans Fish Tank
  - Jennifer Lawrence pour le rôle de Ree Dolly dans Winter's Bone
  - Paprika Steen pour le rôle de Thea Barfoed dans Applause (Applaus)
- 2012 : Tracy Wright pour le rôle de Vic dans Trigger
  - Bérénice Bejo pour le rôle de Peppy Miller dans The Artist
  - Kirsten Dunst pour le rôle de Justine dans Melancholia
  - Adepero Oduye pour le rôle d'Alike dans Pariah
  - Elizabeth Olsen pour le rôle de Martha dans Martha Marcy May Marlene
  - Yun Jeong-hie pour le rôle de Yang Mija dans Poetry (시)
- 2013 : Olivia Colman pour le rôle d'Hannah dans Tyrannosaur
  - Marion Cotillard pour le rôle de Stéphanie dans De rouille et d'os
  - Helen Hunt pour le rôle de Cheryl Cohen Greene dans The Sessions
  - Aubrey Plaza pour le rôle de Darius Britt dans Safety Not Guaranteed
  - Quvenzhané Wallis pour le rôle de Hushpuppy Doucet dans Les Bêtes du sud sauvage (Beasts of the Southern Wild)
- 2014 : Brie Larson pour le rôle de Grace dans States of Grace (Short Term 12)
  - Greta Gerwig pour le rôle de Frances Halladay dans Frances Ha
  - Danai Gurira pour le rôle d'Adenike Balogun dans Mother of George
  - Rachel Mwanza pour le rôle de Komona dans Rebelle
  - Barbara Sukowa pour le rôle d'Hannah Arendt dans Hannah Arendt
  - Shailene Woodley pour le rôle d'Aimee Finicky dans The Spectacular Now
- 2015 : Anne Dorval pour le rôle Diane "Die" Després dans Mommy
  - Patricia Arquette pour le rôle d'Olivia dans Boyhood
  - Paulina García pour le rôle de Gloria Cumplido dans Gloria
  - Tilda Swinton pour le rôle d'Eve dans Only Lovers Left Alive
  - Agata Trzebuchowska pour le rôle d'Ida Lebenstein / sœur Anna dans Ida
  - Robin Wright pour son propre rôle dans Le Congrès (כנס העתידנים)
- 2016 : Karidja Touré pour le rôle de Marieme "Vic" dans Bande de filles
  - Ronit Elkabetz pour le rôle de Viviane Amsalem dans Le Procès de Viviane Amsalem (גט - המשפט של ויויאן אמסלם)
  - Nina Hoss pour le rôle de Nelly Lenz dans Phoenix
  - Rinko Kikuchi pour le rôle de Kumiko dans Kumiko, the Treasure Hunter
  - Bel Powley pour le rôle de Minnie Goetze dans The Diary of a Teenage Girl
  - Charlotte Rampling pour le rôle de Kate Mercer dans 45 ans (45 Years)
  - Saoirse Ronan pour le rôle d'Eilis Lacey dans Brooklyn